# Coppa Desafío
La Coppa Desafío fu un torneo di pallavolo maschile per squadre di club argentine organizzato dall'ACLAV.

## Formula
Il torneo prevede la partecipazione dei quattro club meglio classificati al termine del girone d'andata (weekend 6) della Liga Argentina de Voleibol nella stagione corrente, che non siano già qualificati al campionato sudamericano per club e al Torneo Pre Sudamericano. I quattro club si affrontano in semifinali e finale in gara unica, accoppiati col metodo della serpentina.

## Albo d'oro
| Edizione      | Edizione           |  | Podio            | Podio                                     | Podio               |
| Anno          | Sede finale        |  | Campione         | Risultato                                 | Finalista           |
| ------------- | ------------------ |  | ---------------- | ----------------------------------------- | ------------------- |
| 2016 Dettagli | Buenos Aires       |  | Gigantes del Sur | 3 - 2 (21-25, 25-22, 23-25, 25-22, 15-10) | La Unión de Formosa |
| 2017 Dettagli | San Juan           |  | Obras Sanitarias | 3 - 0 (25-23, 25-19, 25-23)               | Alianza Jesús María |
| 2018 Dettagli | San Jerónimo Norte |  | UNTreF           | 3 - 2 (22-25, 25-23, 16-25, 25-22, 15-12) | Obras Sanitarias    |
| 2019 Dettagli | Villa Gesell       |  | UNTreF           | 3 - 0 (25-23, 25-16, 25-23)               | Gigantes del Sur    |

## Palmarès
| Squadre          | Titoli | Stagioni   |
| ---------------- | ------ | ---------- |
| UNTreF           | 2      | 2018, 2019 |
| Gigantes del Sur | 1      | 2016       |
| Obras Sanitarias | 1      | 2017       |